# Sakura taisen - New York New York
Sakura taisen - New York New York (サクラ大戦 ニューヨーク・紐育?, Sakura taisen - Nyū Yōku Nyū Yōku, ), è una serie di sei OAV giapponesi, legata al franchise Sakura Wars. La storia di questo anime rappresenta un sequel del videogioco Sakura taisen V - Saraba, itoshiki hito yo.

## Trama
Alla fine degli anni venti, New York è tornata alla pace dopo la battaglia contro Nobunaga. Il proprietario del Piccolo Teatro Lip informa Shinjirō che nella prossima rappresentazione il principale ruolo femminile sarà interpretato da lui e le forze di Shinjirō, vestendo i panni di Cleopatra. I membri della Star Division dovranno convincere il riluttante Shinjirō, mentre una nuova minaccia si profila all'orizzonte, nelle sembianze di un giovane dalla pelle scura, comparso improvvisamente in città e con un passato misterioso.

## Episodi
1. Me & My Girl (ミー＆マイガール?, Mī & Mai Gāru, lett. "Io e la mia ragazza")
2. X…and The City (lett. "X... e la città")
3. Hoshi no kagayaku yoru ni (星の輝く夜に? lett. "Nella notte in cui splendono le stelle")
4. Mother, I Want to Sing! (マザー、アイウォントゥシング！?, Mazā, Ai Won tu Shingu!, lett. "Mamma, voglio cantare!")
5. Kindan no rakuen (禁断の楽園? lett. "Il paradiso dell'isola")
6. Koko yori towa ni (紐育より永遠に? lett. "Da qui all'eternità")

## Doppiatori
- Ayaka Saito: Rikaritta Aries
- Hisayoshi Suganuma: Shinjirō Taiga
- Junko Minagawa: Sagiitta Weinberg
- Kaya Matsutani: Diana Caprice
- Mie Sonozaki: Subaru Kujō
- Sanae Kobayashi: Gemini Sunrise
- Hiromi Konno: Bastet
- Kaori Asou: Plum Spaniel
- Naoya Uchida: Michael Sunnyside
- Tetsuo Gotō: Gyōchi Ō
- Yōko Honna: Yoshino Anri

## Colonna sonora
Sigla di apertura
"Chijō no Senshi" cantata da Sanae Kobayashi, Junko Minagawa, Ayaka Saito, Kaya Masutani, e Mie Sonozaki
Sigla di apertura
"Taboo" cantata da Kaya Masutani e Hisayoshi Suganuma